# Raymond Blain
Raymond Blain est un homme politique québécois.

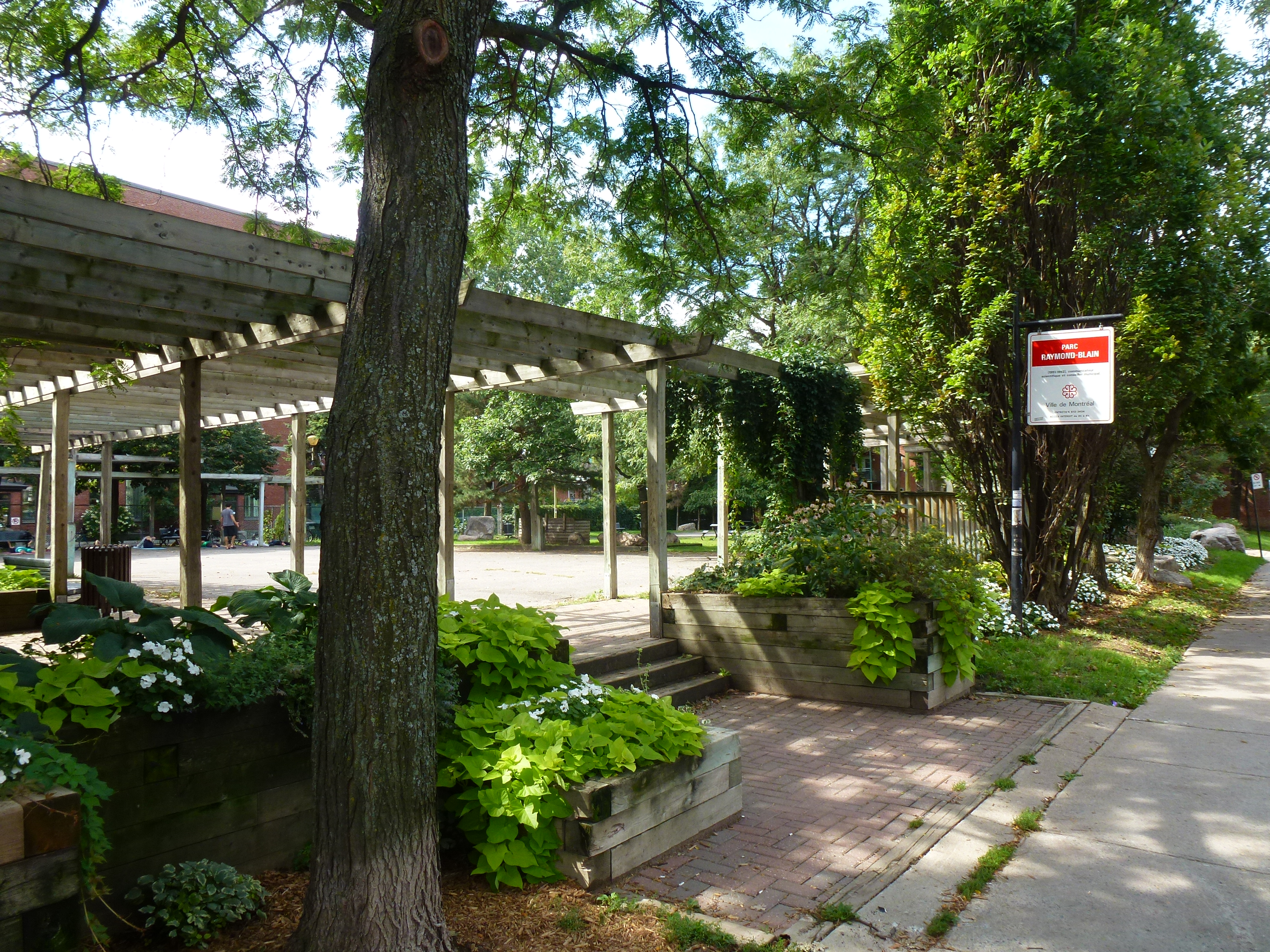
Parc Raymond-Blain, été 2011

## Biographie
Raymond Blain est un homme politique québécois. En 1986, il est le premier candidat ouvertement homosexuel à être élu au Canada, et premier politicien ouvertement gai au Québec. Il représente le quartier de Saint-Jacques au conseil municipal de Montréal de 1986 jusqu'à son décès en mai 1992.
Membre du Comité exécutif de la ville de Montréal sous Jean Doré, il pilotera de nombreux dossiers importants, dont l'implantation de la ligne Info-Drogue et l'adoption d’un programme de lutte contre le sida et la création de maisons d’hébergement pour les personnes vivant avec le VIH. Il a aussi collaboré à la création du Centre communautaire LGBT de Montréal.

## Décès
Il meurt de complications reliées au SIDA à l'âge de 42 ans,.
Le parc Raymond-Blain, originellement nommé le Parc du Marchandest renommé en son hommage en 1994,, il est situé sur la rue Panet, entre les rues Lafontaine et Logan, en plein cœur du Village gai.